# 段祺瑞
段 祺瑞（だん きずい、トワン チールイ、1865年3月6日〈同治4年2月9日〉 - 1936年〈民国25年〉11月2日）は、清末民初の軍人・政治家。馮国璋・王士珍とともに「北洋の三傑」と称された。字は芝泉、晩年の号は正道居士。親日派として中華民国や中華圏での評判は決してよくないが、その人格の高潔さは孫文と並び称される。

## 事績

### 北洋の三傑
李鴻章と同郷出身であり、また祖父の段佩も淮軍の将校であったことより高級軍人の道を進むこととなった。1885年（光緒11年）、天津武備学堂砲兵科に入学し、1889年（光緒15年）に卒業する。同年、李に派遣されてドイツに留学したことで、引き続き砲術を学べた上に近代軍事学を習得する機会を得ることになった。翌年帰国し、北洋軍械局委員、威海随営武備学堂教習を歴任している。
1896年（光緒22年）、段祺瑞は袁世凱の新建陸軍に加入し、砲兵隊統帯兼随営学堂監督して軍の近代化を担った。1899年（光緒25年）、山東省へ向かい義和団の乱鎮圧に従事している。1901年（光緒27年）、段は武衛右軍各学堂総弁に起用され、同年末に袁が直隷総督兼北洋大臣になると、それに従い保定に移動した。翌年6月、段は北洋軍政司参謀処総弁に任命され、北洋常備軍の編成・錬成の責任を負っている。1903年（光緒29年）12月、袁が練兵処会弁大臣に就任すると、袁の推薦により段が練兵処軍令司正使となり、さらに副都統の位も授与された。なお、段らが「北洋の三傑」と呼ばれ始めたのはこの頃である。
1904年（光緒30年）、段祺瑞は常備軍第3鎮翼長署理を兼任し、翌1905年（光緒31年）2月には第4鎮統制に起用され、さらに河間秋操北軍総統も担当した。1906年（光緒32年）初めには第3鎮統制署理に移り、北洋武備学堂督理も兼任している。同年3月、福建省汀州鎮総兵の位を授与されたが、段は現地に赴かず北洋軍に留まり、保定軍官学堂総弁に任ぜられた。以後、段の学生たちは続々と北洋軍に補充され、北洋軍における段の影響力は次第に増強されていくことになる。1909年（宣統元年）に袁が一時失脚すると、同年12月に段は第6鎮統制に移され、翌1910年（宣統2年）12月には江北提督として江蘇省清江に移駐した。

### 辛亥革命、袁との対立

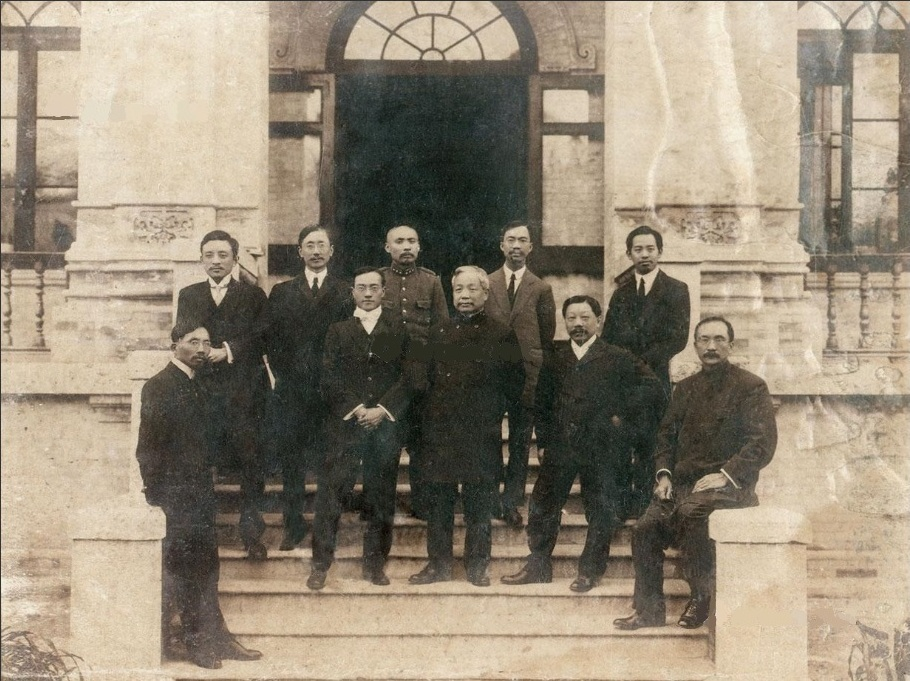
唐紹儀内閣閣僚（後列左から3人目が段祺瑞）

1911年（宣統3年）10月、辛亥革命が勃発すると袁世凱は復権し、段祺瑞も北京に呼び戻されて第2軍軍統に任命された。段は湖北省の前線に向かい、併せて湖広総督署理兼第1軍軍統に抜擢され、孝感に駐留して革命派と交戦する。しかし同年12月、袁と革命派との和平交渉が始まると、段は積極的な交戦を控えるようになった。1912年（民国元年）初めになると、段は袁の内意を受ける形で北洋将領46人を率い、実力行使をちらつかせながら宣統帝に対し「共和政体の定立」を公然と要求する。これが決定打となる形で同年2月12日、宣統帝は退位に追い込まれ、3月10日、袁世凱が中華民国臨時大総統に就任した。この際に、段は初代陸軍総長に起用されている。
1913年（民国2年）7月、段祺瑞は一時的ながら国務総理代理に就任し、第二革命（二次革命）の鎮圧を事実上指揮した（まもなく陸軍総長に復帰）。さらに同年末からは湖北都督、河南都督も兼任し、白朗の反乱を鎮圧している。しかし三傑のうち馮国璋が江南に転出し、王士珍が実際の兵権をあまり握らない役職に就く中、中央で段の保有する軍事力は北洋軍の中でも絶大なものとなった。こうした状況のため袁やとりわけ袁の取り巻きは段を警戒するようになり、二人に間隙が生まれた。また、へりくだることを知る馮などに比べて段はプライドが高く、両者の対立が一層こじれるようになったという指摘もある。
そのような中で1914年（民国3年）5月、袁世凱は「海陸軍大元帥統率弁事処」を創設し、陸軍部の権力を同処に集中させる挙に出た。不満を抱いた段祺瑞は、自らの腹心で陸軍部次長を勤めていた徐樹錚に陸軍部の事務を尽く委ね、更に翌1915年（民国4年）5月には病気と称して辞職してしまう。また、袁が皇帝即位を目論むと、段は非協力的姿勢を保ち、袁にその撤回を促す強力な圧力となった。1916年（民国5年）3月、護国戦争での劣勢に直面し皇帝即位を撤回した袁の懇願もあり、段はようやく参謀総長として政界に復帰、翌月には陸軍総長に就任している。

### 安徽派の形成、府院の争い

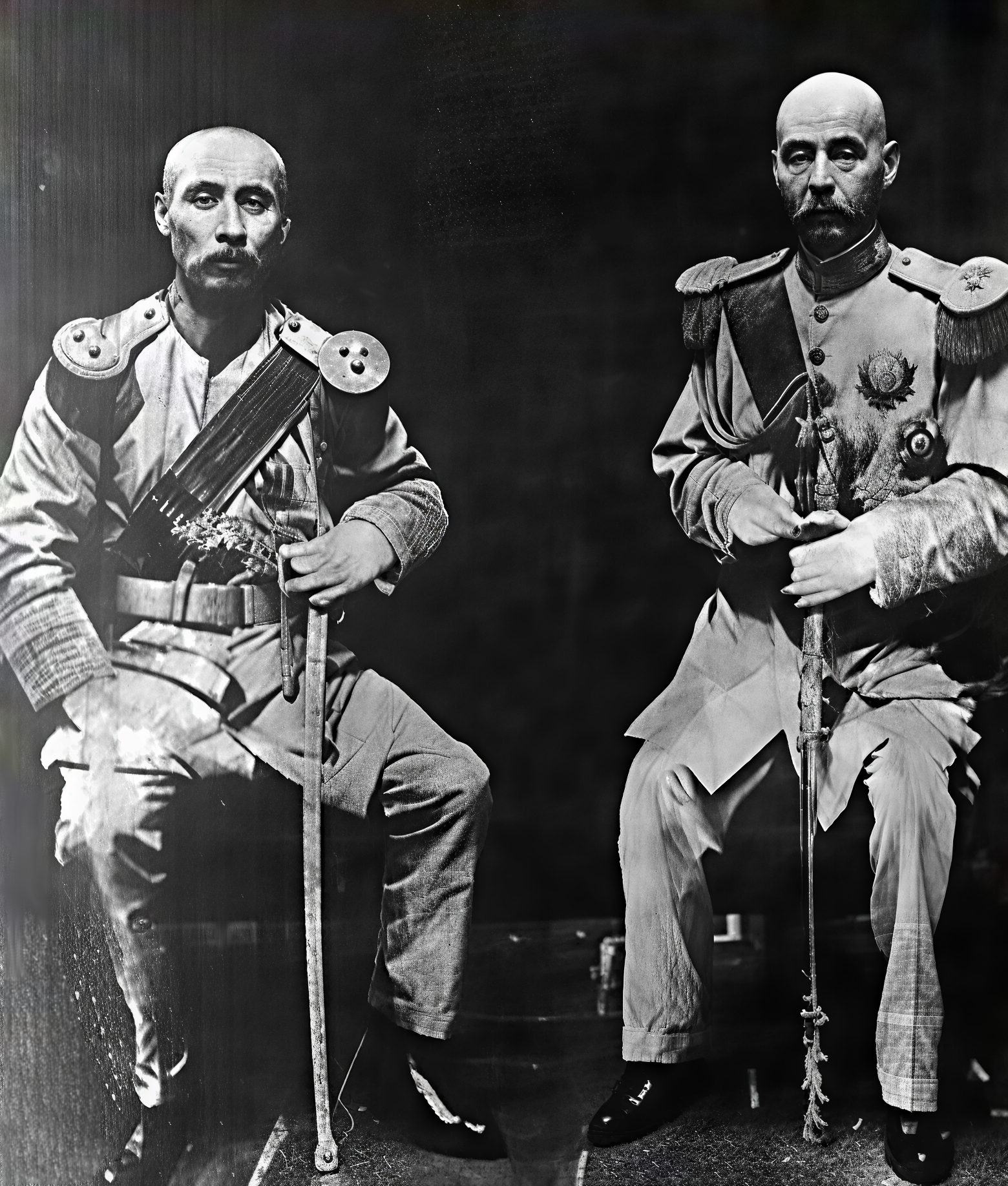
段祺瑞（左）と馮国璋

同年6月、袁世凱が死去すると、黎元洪が後任の大総統に就任する一方で、段祺瑞は国務総理に就任した。これ以降、北京政府では段率いる安徽派と馮国璋率いる直隷派とで派閥が成立していく。直隷派が英米の支援を受ける傾向があったのに対し、安徽派は日本からの支援を受ける動きがあった。同年12月24日に段は、日本からの支援を得ようと図り、内閣総理大臣寺内正毅が派遣してきた西原亀三と会談している。
また、北軍の指導者を自認する段祺瑞は、北洋出身者ではない黎元洪の下風に立つことを肯んぜず、両者は次第に抜き差しならない対立へと至ることになる（府院の争い）。この対立は徐世昌の調停により一時は収まったものの、1917年（民国6年）春になると、対ドイツ宣戦をめぐって両者は再び対立した。日本の支持を受けて対ドイツ宣戦を謀る段に対し、国会議員やアメリカの支援を受ける黎はそれに反対したのである。段は自らを支持する各省督軍で「督軍団」を組織するなどし、武力行使もちらつかせながら宣戦を押し通そうとした。
しかし国内世論の拒否反応を背景にした黎元洪を、段祺瑞は押し切ることができなかった。逆に同年5月23日には、黎により段が国務総理を罷免されてしまう。怒った段は天津に移り、安徽督軍張勲らを含む督軍団を煽動して「独立」宣言を発するように仕向け、黎を辞任に追い込もうと画策した。追い込まれた黎は張を招聘・篭絡して段に抵抗しようとする。ところがこの機会を捉えた張は、7月1日に北京に乗り込むと直ちに黎を下野に追い込み、清朝復辟を敢行した（張勲復辟）。これを見た段は直ちに張を反逆者として追討することを宣言し、同月14日、張を駆逐して北京を奪還している。黎の後任の大総統には直隷派の馮国璋が就き、段は国務総理兼陸軍総長として北京政府内で実権を掌握した。8月14日には、対ドイツ宣戦も果たしている。

### 直隷派との抗争
段祺瑞の対独宣戦は、当然ながら日本からの借款を実施するための理由付けであった。上述のとおり西原亀三との交渉を進めるため、すでに1916年末から曹汝霖・陸宗輿・章宗祥といった旧交通系幹部を日本に派遣している。この交渉の結果、1918年に段祺瑞は日本円にして約1億4500万円の借款を取得することができた。いわゆる西原借款である。この借款を梃子にして、段は御用会派たる安福倶楽部、軍事力としての「参戦軍」を組織している。
1917年9月には、孫文らが広州で護法軍政府を組織し、護法運動を開始した。段祺瑞は、護法派の湖南督軍譚延闓を罷免、更に自らの腹心である傅良佐を後任に任命することで挑発を仕掛ける。目論見通り譚は反抗したため、これを口実として段は武力による「南北統一」を開始、緒戦は優位に戦いを進めた。しかし馮国璋を筆頭とする直隷派は、段の独断専行的な態度への不満や英米の支援もあって、「和平統一」を唱えて反発を示し始める。この時、護法軍討伐の前線にあった湘南軍正副司令は直隷派の王汝賢・范国璋であり、馮は密かに指示してこの2人を撤兵させてしまう。取り残された傅は陸栄廷率いる旧広西派に敗退、この責任を取る形で、段は11月16日に国務総理兼陸軍総長の辞任に追い込まれた。
一時劣勢となった段祺瑞だったが、腹心の徐樹錚が謀略を巡らすことで馮国璋への反撃を開始する。徐はまず直隷派の中で段と比較的親しかった曹錕を調略し、段支持へと転向させた。これで直隷派内の団結にヒビを入れると、安徽督軍倪嗣沖ら安徽派督軍たちが反馮活動を活発化させ、1918年（民国7年）2月には、やはり徐の画策により段は東三省の張作霖を関内に迎え入れている。この結果、馮国璋は和平統一を撤回して護法軍政府への軍事行動の継続に追い込まれ、3月に段は国務総理へと復帰している。

### 安直戦争

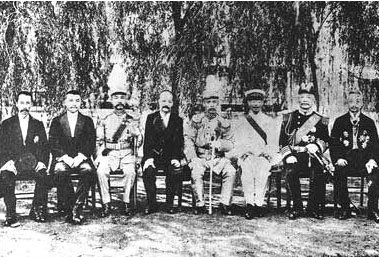
段祺瑞内閣閣僚（左から5人目が段祺瑞）

こうして主導権を取り戻したかに見えた段祺瑞だったが、1918年3月、自派の張敬尭を湖南督軍に任命するという致命的な失策を犯した。護法軍政府との最前線では直隷派の呉佩孚や馮玉祥が勇戦していたにもかかわらず、戦功はほとんど無かった張を贔屓したのである。これには呉・馮は勿論、一度は段が篭絡した彼らの上司たる曹錕も反発した。特に呉は、秘密裏に護法軍政府と和議を結び、8月には再び「和平統一」の旗印を掲げている。こうして安徽派と直隷派の抗争は再び熱を帯びることになり、更に安徽派は日本への接近姿勢を他派から激しく非難されることになった。10月、情勢の逼迫を受け、段はまたしても国務総理を辞任している。
1919年（民国8年）、段祺瑞はパリ講和会議においてヴェルサイユ条約調印を図ったが、これに反対する五四運動の勃発を招いてしまう。この五四運動の中で安徽派の政治家、特に対日交渉に従事した曹汝霖・陸宗輿・章宗祥が徹底的に攻撃された。しかも呉佩孚ら直隷派や護法軍政府が五四運動を支持し、陸徴祥らパリ講和会議代表団も最後は北京政府の命令を蹴ってヴェルサイユ条約調印を拒否している。この結果、安徽派は威信を完全に喪失することになった。それでも段は「参戦軍」を「辺防軍」と改称し（総司令：徐樹錚）、引き続き主導権を握ろうと抵抗した。しかし、ここに来て、世論の動きを見た張作霖ら奉天派も直隷派と連合し、安徽派は孤立していく。
1920年（民国9年）5月、呉佩孚は湖南省の前線から独断で撤兵、7月には大総統徐世昌が直隷派の突き上げを受けて徐樹錚を辺防軍総司令から罷免してしまう。段祺瑞も負けじと徐世昌に圧力をかけ、7月9日に曹錕と呉を罷免させる。こうして14日に両派は全面衝突に至った（安直戦争）。しかし呉や馮玉祥ら直隷派の軍は精鋭であり、更に奉天派も直隷派に味方していたため、僅か4日で安徽派は全軍覆滅に追い込まれてしまう。惨敗を喫した段は下野を表明し、天津の日本租界に逃げ込んだ。

### 一時的な復権と晩年

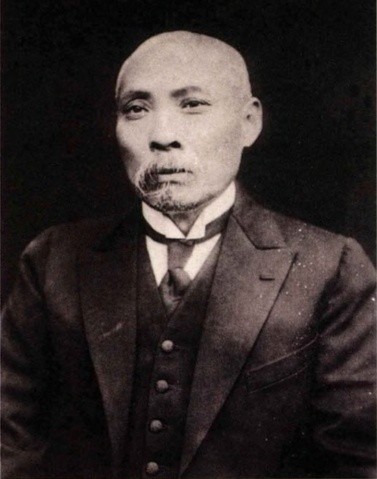
晩年の段祺瑞

段祺瑞は下野したものの、徐樹錚の助力を得て張作霖や孫文と連絡をとりあい、再起と直隷派打倒を図った。1924年（民国13年）9月、第2次奉直戦争が勃発し、翌月には馮玉祥が北京政変（首都革命）を引き起こした。これにより馮と張作霖の支持を受ける形で、同年11月24日に段は臨時執政として返り咲いたのである。翌1925年（民国14年）2月には段の主宰で善後会議を開くなどしたが、馮玉祥・張作霖らが軍事・政治的実権を握っており、段の影響力は限定的だった。
1926年（民国15年）になると、馮玉祥下野後の国民軍を壊滅させようと、奉天派・直隷派に加え、日本など主要諸外国も攻撃姿勢を示す。これが原因で学生・労働者らによる反帝国主義運動が勃発し、同年3月18日に段祺瑞は武力弾圧を加えた（三・一八虐殺事件）。更に張作霖らと結んで国民軍駆逐を謀ったが、これを察知した国民軍の鹿鍾麟に奇襲され執政府から追い払われた。その後、北京入りした呉佩孚・張作霖らを頼ろうとしたが、二人とも段を見捨てている。結局、段は天津に逃げ込み下野せざるを得なかった。
1933年（民国22年）2月、日本軍が段祺瑞を利用することを恐れた蔣介石は段を招聘し、段もこれに応じて上海に移ってきた。1935年（民国24年）、国民政府委員に任命されたが、実際には就任しなかった。
1936年（民国25年）11月2日、天津から移った上海フランス租界で蟄居中に病没。享年73歳。

## 囲碁
段は囲碁を愛好しており、汪雲峰、顧水如、劉棣懐、過惕生、呉清源らを援助した。また、呉清源の号である「清源」をつけたのは段である。